# Paconio Agripino
Paconio Agripino (en latín, Paconius Agrippinus) fue un filósofo estoico del siglo I. Su padre fue ejecutado por el emperador romano Tiberio acusado de traición.
Agripino mismo fue acusado al mismo tiempo que Trásea Peto, que fue condenado a muerte y con penas menores, al yerno de este, Helvidio Prisco y a su asociado Curtio Montano en el año 67, siendo expulsado de Italia. El filósofo griego, de la escuela estoica, Epicteto y el historiador y filósofo Arriano de Nicomedia del siglo II hablaron de él con elogios como filósofo estoico.